# Římskokatolická farnost Pavlov u Radostína nad Oslavou
Římskokatolická farnost Pavlov u Radostína nad Oslavou je územním společenstvím římských katolíků v rámci velkomeziříčského děkanství brněnské diecéze.

## O farnosti
Nejstarší doklady o duchovní správě v Pavlově jsou z roku 1380. Zřejmě v době třicetileté války samostatná farnost zanikla, a kostel byl postupně filiální k Velkému Meziříčí, později k Radostínu. V letech 1786–1865 bylo učiněno několik neúspěšných pokusů obnovit v Pavlově farnost. Až 9. června 1865 bylo povoleno Pavlov osamostatnit. Byla postavena nová fara, a v roce 1867 zde byl ustanoven samostatný duchovní správce.
V roce 1973 začal materiální správu farnosti obstarávat kněz z Bohdalova, a pavlovský farář Antonín Hugo Bradáč si ponechal ze zdravotních důvodů pouze správu duchovní (sloužení bohoslužeb, zpovídání atd.). V roce 1974 P. Bradáč zemřel, a farnost začala být ex currendo spravována z Radostína, přičemž na faře postupně bydlelo několik kněží–penzistů, kteří v Pavlově sloužili bohoslužby. Poslední takovýto výpomocný duchovní zemřel v roce 1997.

### Duchovní správci v Pavlově od znovuzřízení farnosti
- 1867–1873 P. František Hroch
- 1873–1876 P. František Svoboda
- 1876–1882 P. Ferdinand Schmidt
- 1882–1891 P. Jan Mrázek
- 1891–1896 P. Antonín Mol
- 1897–1915 P. Alois Dundáček
- 1915–1919 P. František Petrle
- 1919–1946 P. Ladislav Jakub Kokta
- 1946–1973 P. Antonín Hugo Bradáč
- 1973–1974 P. Vlastimil Šenkýř (ex currendo z Bohdalova)
  - 1973–1974 P. Antonín Hugo Bradáč (pouze duchovní služba)
- 1974–1992 P. Jan Kubát (ex currendo z Radostína)
  - 1975–1988 P. Josef Šmíd (výpomocný duchovní bydlící v Pavlově)
  - 1990–1992 P. Ludvík Hlaváč (výpomocný duchovní bydlící v Pavlově)
  - 1992–1997 P. Jaroslav Maxa (výpomocný duchovní bydlící v Pavlově)
- 1992–2008 Mons. Bohuslav Brabec (ex currendo z Radostína)
- od května 2009 P. Ing. Pavel Habrovec (ex currendo z Radostína)[1]

## Bohoslužby
| Kostel                      | Místo          | Bohoslužba (den)       | Hodina                 | Poznámka     |
| --------------------------- | -------------- | ---------------------- | ---------------------- | ------------ |
| Kostel sv. Filipa a Jakuba  | Pavlov         | neděle úterý čtvrtek   | 9.30 7,15 15.45        | farní kostel |
| Kaple sv. Cyrila a Metoděje | Starý Telečkov | neslouží se pravidelně | neslouží se pravidelně | obecní kaple |
| Kaple sv. Josefa            | Znětínek       | neslouží se pravidelně | neslouží se pravidelně | obecní kaple |

## Aktivity ve farnosti
V listopadu 2014 se ve farnosti konaly lidové misie..
Každoročně se ve farnosti koná tříkrálová sbírka, v roce 2018 se při ní v Pavlově vybralo 15 572 korun,
Dnem vzájemných modliteb farností za bohoslovce a bohoslovců za farnosti brněnské diecéze je 23. duben. Adorační den připadá na nejbližší neděli po 19. dubnu.